# Hawangdi
Hawangdi (nepalski: ह्वाङ्दी) – gaun wikas samiti w zachodniej części Nepalu w strefie Lumbini w dystrykcie Gulmi. Według nepalskiego spisu powszechnego z 2001 roku liczył on 345 gospodarstw domowych i 1839 mieszkańców (1013 kobiet i 826 mężczyzn).